# Wołodymyr Kuzowlew
Wołodymyr Andrijowycz Kuzowlew, ukr. Володимир Андрійович Кузовлєв, rus. Владимир Андреевич Кузовлев, Władimir Andriejewicz Kuzowlew (ur. 20 maja 1958) – ukraiński piłkarz, grający na pozycji obrońcy, trener piłkarski.

## Kariera piłkarska

### Kariera klubowa
W 1976 rozpoczął karierę piłkarską w klubie Zoria Woroszyłowgrad. Najpierw występował w drużynie rezerw, a w 1978 debiutował w podstawowym składzie Zorii. W latach 1981–1982 służył w wojskowym klubie SKA Kijów, skąd został zaproszony do Kołosa Pawłohrad. W 1986 powrócił do rodzimej Zorii Woroszyłowgrad, w której zakończył karierę zawodową.

## Kariera trenerska
Po zakończeniu kariery piłkarskiej rozpoczął pracę trenerską. Przez całą swoją karierę pracował w sztabie szkoleniowym kierowanym przez Jurija Pohrebniaka. Najpierw pomagał trenować klub Dynamo Ługańsk. W 1995 razem z Pohrebniakiem przeniósł się do Metałurha Mariupol. W lipcu 1997 po dymisji Pohrebniaka jeden mecz kierował mariupolskim zespołem. Potem pomagał trenować kluby Ełłada-Enerhija Ługańsk, Szachtar Ługańsk, Mołnija Siewierodonieck i Stal Dnieprodzierżyńsk. Od grudnia 2007 do kwietnia 2009 pracował w klubie Helios Charków. W 2011 objął stanowisko głównego trenera FK Stachanow.

## Sukcesy i odznaczenia

### Sukcesy klubowe
- mistrz Ukraińskiej SRR: 1986